# (13557) Lievetruwant
(13557) Lievetruwant est un astéroïde de la ceinture principale.

## Description
(13557) Lievetruwant est un astéroïde de la ceinture principale. Il fut découvert le 24 juillet 1992 à La Silla par Henri Debehogne. Il présente une orbite caractérisée par un demi-grand axe de 2,76 UA, une excentricité de 0,18 et une inclinaison de 12,0° par rapport à l'écliptique.

## Compléments